# Championnats d'Europe de pentathlon moderne 2009
Navigation
Édition précédente Édition suivante
Les Championnats d'Europe de pentathlon moderne 2009 se sont tenus à Leipzig, en Allemagne.

## Podiums

### Hommes
| Épreuves    | Or                                                                   | Argent                                               | Bronze                                                    |
| ----------- | -------------------------------------------------------------------- | ---------------------------------------------------- | --------------------------------------------------------- |
| Individuel  | Tchéquie Ondřej Polívka                                              | Russie Ilia Frolov                                   | Hongrie Ádám Marosi                                       |
| Par équipes | Lituanie Edvinas Krungolcas Andrejus Zadneprovskis Justinas Kinderis | Tchéquie Libor Capalini David Svoboda Ondřej Polívka | Biélorussie Dmitry Melyakh Yegor Lappo Mikhail Prokopenko |
| Relais      | Lituanie Edvinas Krungolcas Tadas Žemaitis Justinas Kinderis         | Hongrie Róbert Németh Péter Tibolya Ádám Marosi      | Tchéquie Ondřej Polívka Michal Michalík Martin Dvořák     |

### Femmes
| Épreuves    | Or                                                          | Argent                                                                  | Bronze                                                     |
| ----------- | ----------------------------------------------------------- | ----------------------------------------------------------------------- | ---------------------------------------------------------- |
| Individuel  | France Amélie Cazé                                          | Royaume-Uni Heather Fell                                                | Russie Yevdokia Grechishnikova                             |
| Par équipes | Royaume-Uni Heather Fell Mhairi Spence Katherine Livingston | Russie Yevdokia Grechishnikova Polina Struchtkova Yekaterina Khuraskina | Hongrie Zsuzsanna Vörös Leila Gyenesei Sarolta Kovács      |
| Relais      | Tchéquie Lucie Grolichová Natalie Dianová Sylvie Černá      | Russie Vera Feshchenko Yevdokia Grechishnikova Polina Struchtkova       | Pologne Paulina Boenisz Sylwia Czwojdzińska Edyta Małoszyc |